# Lizzie Carlsson
Lizzie Carlsson, född Steffenburg, ursprungligen Swensson, född 24 september 1892 i Varbergs församling i Hallands län, död 1 april 1974 i Lunds Allhelgonaförsamling i Malmöhus län, var en svensk kulturhistoriker.

## Biografi
Lizzie Carlsson var dotter till borgmästaren i Varberg Emil Swensson och Hilma Setterlund. Som ogift antog hon släktnamnet Steffenburg.
Lizzie Carlsson var filosofie magister. Hennes studier av äldre äktenskapsrätt betecknades av Gerhard Hafström som ”banbrytande”. För denna forskning blev hon filosofie hedersdoktor vid Uppsala universitet 1966.
Politiskt stödde hon liksom maken Gottfrid Carlsson offentligt det nationalsocialistiska Tyskland.
Hennes söner med Gottfrid Carlsson var Arvid Carlsson och Sten Carlsson. Makarna Carlsson är begravda på Norra kyrkogården i Lund.